# 石原舜三
石原舜三（日语：／ Ishihara Shunsō */?，1934年3月10日—2020年3月2日），日本地球科学家、花岗岩矿床专家，北海道大学教授。

## 生平
1934年生于廣島縣。1956年毕业于廣島大學，在工業技術院地質調査所工作，参与鈾探査项目。1961年至1963年在美国哥伦比亚大学进修，以新墨西哥州斑岩钼矿床研究论文获硕士学位。1970年以论文《島根县東部大東-山佐地域的钼矿化作用》获东京大学理學博士学位。1985年任地質調査所矿床部長。1987年任東北工業技術研究所所長。1989年任地質調査所所長。1991年任通商産業省工業技術院長。1993年至1997年任北海道大學理学部教授，培养了秦克章等留学生。2001年4月任工業技術院特別顧問。1992年至1994年任日本矿山地質学会会長。2020年3月2日逝世，终年85岁。

## 贡献
石原舜三长期致力于花岗岩类型、氧化还原状态与成矿作用研究，提出了磁铁矿-钛铁矿系列花岗岩分类方法。

## 荣誉
- 1968年：日本矿山地質学会優秀論文奖。
- 1978年：第5届国際矿床成因研究学会優秀講演奖。
- 1984年：日本矿山地質学会加藤武夫奖。
- 1988年：日本地質学会奖。
- 1989年：美国矿床学会银质奖章。
- 1999年：美国地質学会名誉会員。
- 2003年：俄罗斯科学院外籍名誉会員。
- 2003年：日本矿物科学会渡邊萬次郎奖。
- 2005年：瑞寶重光章[6]。
- 2009年：国際矿床地質学会金质奖章。
- 2010年：日本地质学会名誉会員。
- 2011年：资源地质学会名誉会員。
- 2012年：澳大利亚科学院终身成就奖。
- 2016年：日本地球惑星科学連合会员[3]。